# Classe Sakura
La classe Sakura (櫻型駆逐艦, Sakuragata kuchikukan) est une classe de deux destroyers construits pour la Marine impériale japonaise.

## Contexte
Les destroyers de 2e classe Sakura sont d'une plus petite taille que ceux de classe Umikaze car ceux-ci furent considérés comme trop coûteux en raison de leur grande taille et de l'importation des turbines.

## Conception
Les navires de la classe Sakura étaient de moitié du déplacement de la classe Umikaze précédente, mais avec la même conception de base de la coque. La silhouette est celle d'un trois-cheminées, étant une première avec l'abandon du quatre-cheminées.

Les problèmes de combustion du fioul lourd dans les turbines Parsons de la classe Umikaze ont remis en place les moteurs alimentés au charbon pour obtenir une vitesse de 30 nœuds.
L'armement principal est de nouveau composé d'un seul canon de 120 mm monté sur le gaillard d'avant. L'armement secondaire est composé de 4 canons de 76 mm (un sur chaque flanc et les deux autres vers l'arrière).

## Service
Au début de la Première Guerre mondiale, le Japon n'avait pas moins de 50 destroyers en service.
Les deux navires classés destroyers de 1re classe ont servi en première ligne. Ils ont été déployés dans le cadre de la contribution japonaise à l'effort de guerre aux termes de l'Alliance anglo-japonaise de 1911.
Reclassés destroyers de 2e classe à partir de 1912 ils ont servi jusqu'en 1932 puis retirés.

## Les unités
| Nom       | Chantier naval           | Quille        | Lancement        | Service      | Fin de carrière |
| --------- | ------------------------ | ------------- | ---------------- | ------------ | --------------- |
| Sakura    | Arsenal naval de Maizuru | 31 mars 1911  | 20 décembre 1911 | 21 mai 1912  | détruit en 1932 |
| Tachibana | Arsenal naval de Maizuru | 29 avril 1911 | 27 janvier 1912  | 25 juin 1912 | détruit en 1932 |